# Tereticus peyrierasi
Tereticus peyrierasi là một loài bọ cánh cứng trong họ Cerambycidae.